# ندای وظیفه: وارزون موبایل
ندای وظیفه: وارزون موبایل (انگلیسی:Call of Duty Warzone Mobile) یک بازی ویدئویی تیراندازی اول شخص رایگان بود که در ۲۱ مارس ۲۰۲۴ به‌وسیلهٔ اکتیویژن برای اندروید و آی‌اواس منتشر شد.
این بازی از نسخه رایانه‌ای خود ندای وظیفه: وارزون برگرفته شده است اما با ندای وظیفه: جنگاوری نوین ۳ هم آمیخته شده است، به طوری که ارتقا سطح بازیکنان در هر تو تأثیر می‌گذارد و برای بازی کردن هر دو یک اکانت کافی است. وارزون امکان مبارزه چند نفره آنلاین را در میان ۱۲۰ بازیکن فراهم می‌کند، اگر چه برخی از حالت‌های بازی از ۱۲۰ نفر کمتر را هم پشتیبانی می‌کند.
پس از انتشار، وارزون موبایل به‌طور کلی نقدهای مثبتی از منتقدان دریافت کرد. این بازی با نقدهای متفاوت در اندروید اما نقدهای مثبت در آی‌اواس عرضه شد. این بازی در چهار روز نخست پس از انتشار، ۱٫۴ میلیون دلار از خریدهای کاربران درآمد کسب کرده است.
در ۱۶ مه ۲۰۲۵، شرکت اکتیویژن اعلام کرد که وارزون موبایل دیگر به‌روزرسانی دریافت نخواهد کرد و در تاریخ ۱۹ مه از اپ استور و گوگل پلی حذف خواهد شد؛ همچنین خریدهای درون‌برنامه‌ای متوقف می‌شود. با این حال، سرورهای بازی برای آینده‌ای قابل پیش‌بینی همچنان آنلاین باقی خواهند ماند.